# Daniel Passarella
Daniel Passarella, född 25 maj 1953 i Chacabuco i Argentina, är en före detta professionell fotbollsspelare (försvarare, mittfältare (libero)).
Daniel Passarella var lagkapten för det Argentina som på hemmaplan vann VM-guld 1978 efter finalseger, på El Monumental, mot Nederländerna med 3-1. Efter VM-triumfen flyttade Passarella till Italien där han spelade för Fiorentina och Inter. Totalt spelade han 70 landskamper för Argentina och gjorde 22 mål.
Han var förbundskapten för Argentinas landslag under kvalificeringen till VM 1998 och även under själva VM-turneringen i Frankrike. Då förlorade laget i kvartsfinalen, mot Nederländerna, med 1-2.
Senare har Passarella också coachat Uruguays fotbollslandslag.

## Meriter
- 70 A-landskamper/22 mål (1976-1986).
- VM-guld 1978.
- Sju ligasegrar i Argentina som spelare för River Plate, och ytterligare tre som tränare för samma klubb.
- Årets coach i Sydamerika 1997.